# Nabyta odporność systemiczna
Nabyta odporność systemiczna, SAR (ang. Systemic acquired resistance) – mechanizm indukowanej obrony organizmów roślinnych obejmujący cała roślinę. Zapewnia odporność na wiele mikroorganizmów i występuje po wcześniejszym kontakcie z patogenem. Główną substancją sygnałową jest endogenny kwas salicylowy. Związek ten uruchamia kaskadę sygnałów prowadzącą do wytworzenia roślinnych białek PR.
Wykazano, że nabyta odporność systemowa może utrzymywać się w roślinach tytoniu około 20 dni. Badania na Arabidopsis thaliana wykazały, że nabyta odporność przekazywana jest także kolejnym pokoleniom.